# Landstuhl
Landstuhl é uma cidade da Alemanha localizada no distrito de Kaiserslautern, estado da Renânia-Palatinado.
É membro do Verbandsgemeinde de Landstuhl.